# 皇家造船廠
皇家造船廠（德語：Königliche Werft）是指德意志帝國在國內的三個國有造船廠，存在於1871年至1920年，有的歷史可以追溯至德國統一前，並曾為北德意志邦聯海軍和普魯士皇家海軍服務，之後「皇家」皆改名為「帝國」（Kaiserliche），成為「帝國造船廠」。這三個造船廠分別是：
- 威廉港帝國造船廠（德语：Kaiserliche Werft Wilhelmshaven），存在於1853年至1920年
- 但澤帝國造船廠，存在於1852至1920年
- 基爾帝國造船廠（德语：Kaiserliche Werft Kiel），存在於1867年至1920年

第一次世界大戰期間，德國也曾在比利時領土安特衛普霍博肯建立過皇家造船廠。
以上造船廠皆於1920年被勒令解散，直到納粹德國時代再度重建，但廢止了「帝國」的關係，成為完全的國有企業。